# TOKYO TRIBE2 SpinOff!
『TOKYO TRIBE2 SpinOff!』（トーキョー トライブ ツー スピンオフ!）は、井上三太による漫画短編集。ファッション誌『Boon』や『Warp』に掲載された、漫画『TOKYO TRIBE2』の外伝ストーリーを一冊にまとめた単行本。「TOKYO TRIBE2」の主人公 海の日常やハシームの恋、テラさんの過去、ドンチーチの物語が描かれている。

## 収録内容
- 「海の休日」Warp Magazine Japan（トランスワールドジャパン）2007年4月号掲載
- 「IN MY LIFE TIME」SAMURAI vs 井上三太（インフォレスト）2005年3月発行
- 「ハシームの恋・前編」SARU MAGAZINE（祥伝社）2006年11月発行
- 「ハシームの恋・後編」Boon（祥伝社）2007年4月号掲載
- 「テラさんの思い出」Boon（祥伝社）2007年5月号掲載
- 「街田THUG 対 三頭会頂上決戦・前編」Boon（祥伝社）2007年11月号掲載
- 「街田THUG 対 三頭会頂上決戦・中編」描き下ろし
- 「街田THUG 対 三頭会頂上決戦・後編」描き下ろし

## 関連作品
- TOKYO TRIBE
- TOKYO TRIBE2
- TOKYO TRIBE3
- TOKYO DRIVE
- TOKYO GRAFFITI
- TOKYO BURGER
- BORN 2 DIE